# Лука Плантич
Лука Плантич (хорв. Luka Plantić, нар. 29 жовтня 1996, Загреб, Хорватія) — хорватський професійний боксер, призер чемпіонату Європи серед аматорів.

## Аматорська кар'єра
2014 року Лука Плантич у ваговій категорії до 75 кг став чемпіоном Європи серед молоді, завоював срібну медаль на чемпіонаті світу серед молоді та бронзову медаль — на Літніх юнацьких Олімпійських іграх 2014.
На Олімпійських іграх 2020 у ваговій категорії до 81 кг переміг 
Одай Аль-Хіндаві (Йорданія), а у другому бою програв Рохеліо Ромеро (Мексика).
На чемпіонаті світу 2021 програв у другому бою Олексію Алфьорову (Білорусь).
На чемпіонаті Європи 2022 став бронзовим призером.
- В 1/8 фіналу переміг Георгія Гуцаєва (Грузія) — 3-2
- У чвертьфіналі переміг Амбарцума Акобяна (Вірменія) — 5-0
- У півфіналі програв Артему Агеєву (Сербія) — 1-4

## Професіональна кар'єра
2018 року провів перший бій на профірингу. 17 грудня 2022 року завоював вакантний титул WBC International Silver в другій середній вазі.